# Ommatius geminus
Ommatius geminus là một loài ruồi trong họ Asilidae. Ommatius geminus được Martin miêu tả năm 1964. Loài này phân bố ở vùng nhiệt đới châu Phi.